# Serpula vermicularis
Espèce
Serpula vermicularis, aussi appelé serpule (nom féminin), est une espèce de vers polychètes tubicoles marins de la famille des Serpulidae. Le nom « serpule » évoque un petit serpent en latin.

## Description
C'est un petit ver benthique, logé dans un tube de calcaire qu'il secrète lui-même à partir du calcaire dissous dans l'eau, parfois caché dans le substrat où il s'est fixé (débris rocheux, coquillages, algues du genre Lithophyllum, fonds coralligènes). Il peut se rétracter dans son tube lorsqu'il est dérangé et le refermer avec un petit opercule en forme de trompe conique rougeâtre. Sa tête possède, de part et d'autre de la « trompe », deux panaches de tentacules filamenteux, divisés en deux lobes, tous soudés entre eux par une membrane et rayés de blanc et de rouge, qui lui servent à capturer sa nourriture faite de plancton et de particules microscopiques, ainsi qu'à respirer. Les deux panaches, formant une couronne, sont soudés à la base de la trompe.
Ses œufs sont planctoniques et des larves trochophores en éclosent.

## Distribution
Espèce cosmopolite, on la trouve notamment en Méditerranée, en mer Noire, en mer du Nord, en Atlantique, dans l'océan Indien, l'océan Pacifique et la mer Rouge, de la surface à plus de 1 800 mètres de profondeur.

## Récifs
Dans certains abers d'Écosse, Serpula vermicularis crée des véritables récifs, formés par l'accumulation des tubes.

## Galerie

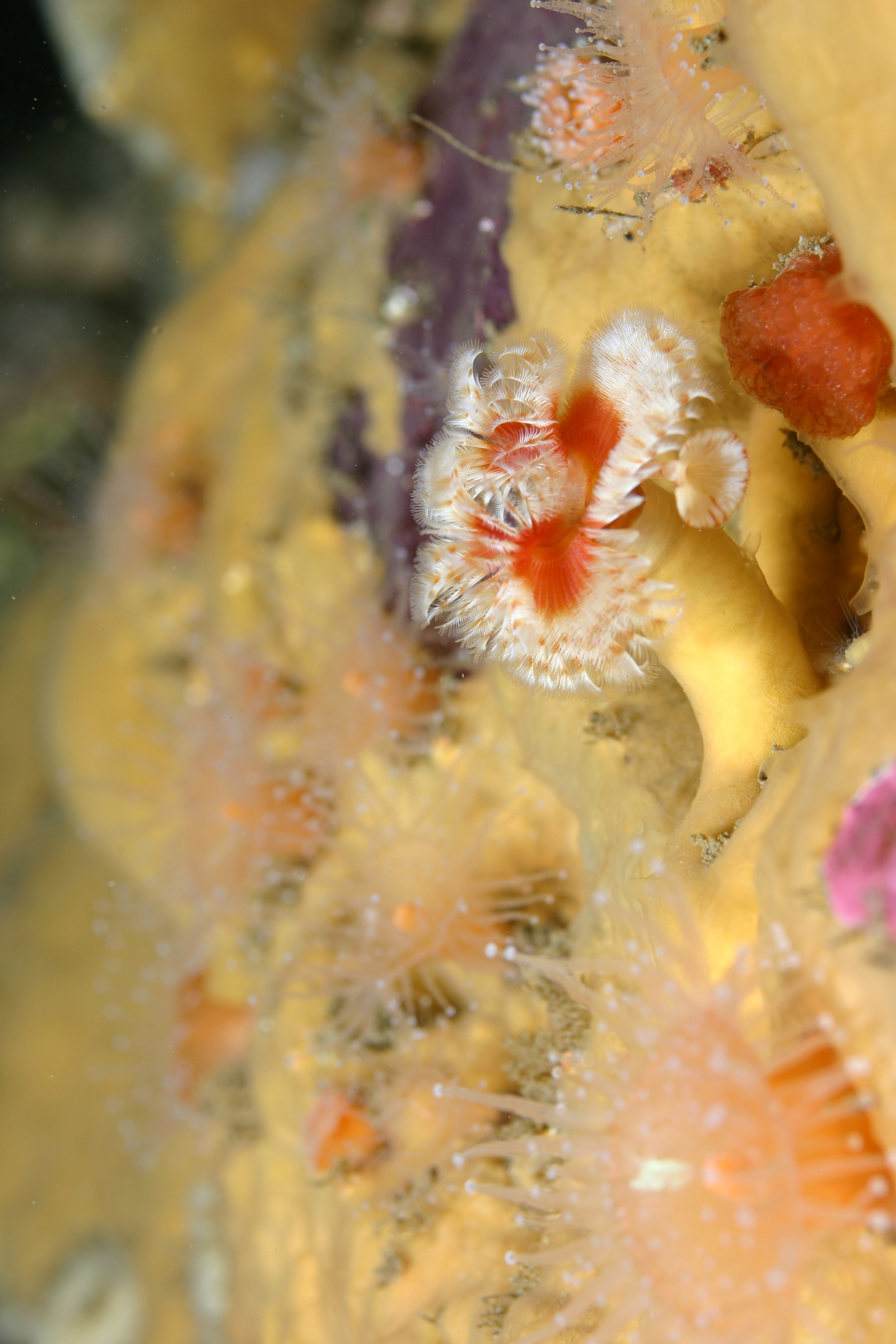
Serpula vermicularis avec des actinies.
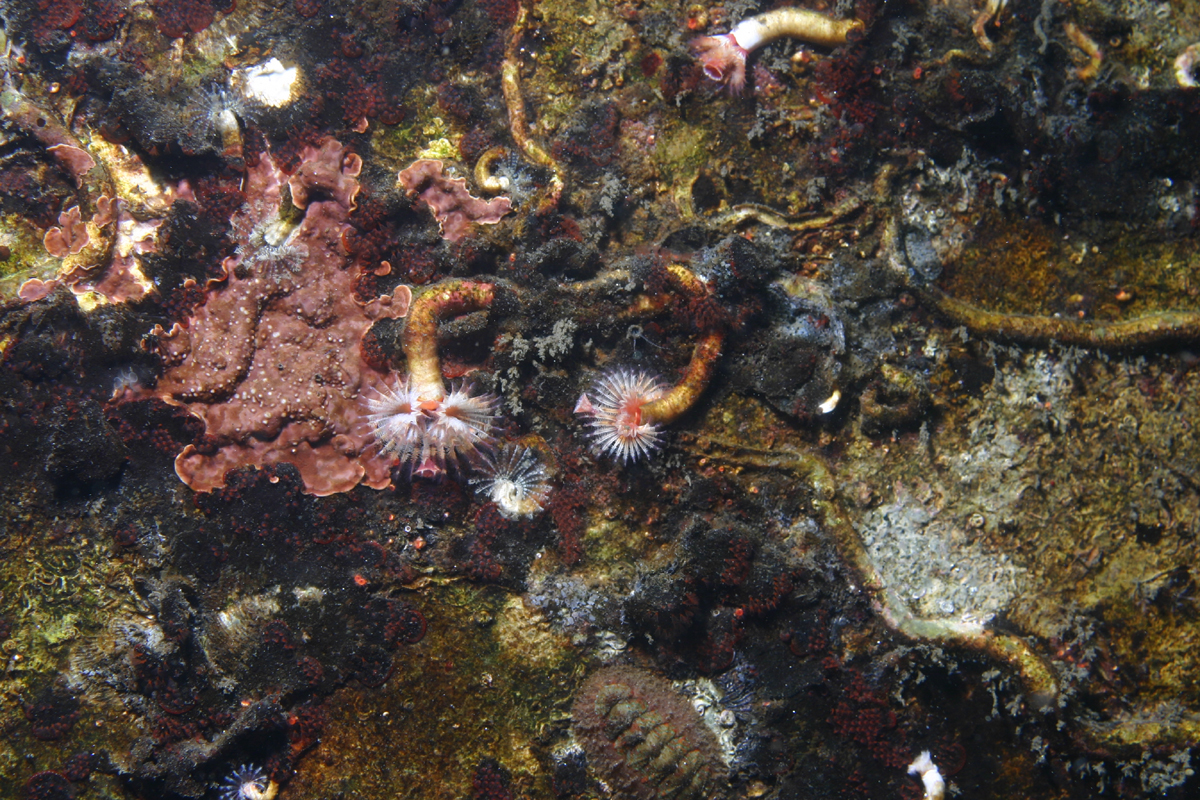
Des Serpula vermicularis sur un fond rocheux. On remarque aussi un chiton en bas au centre.
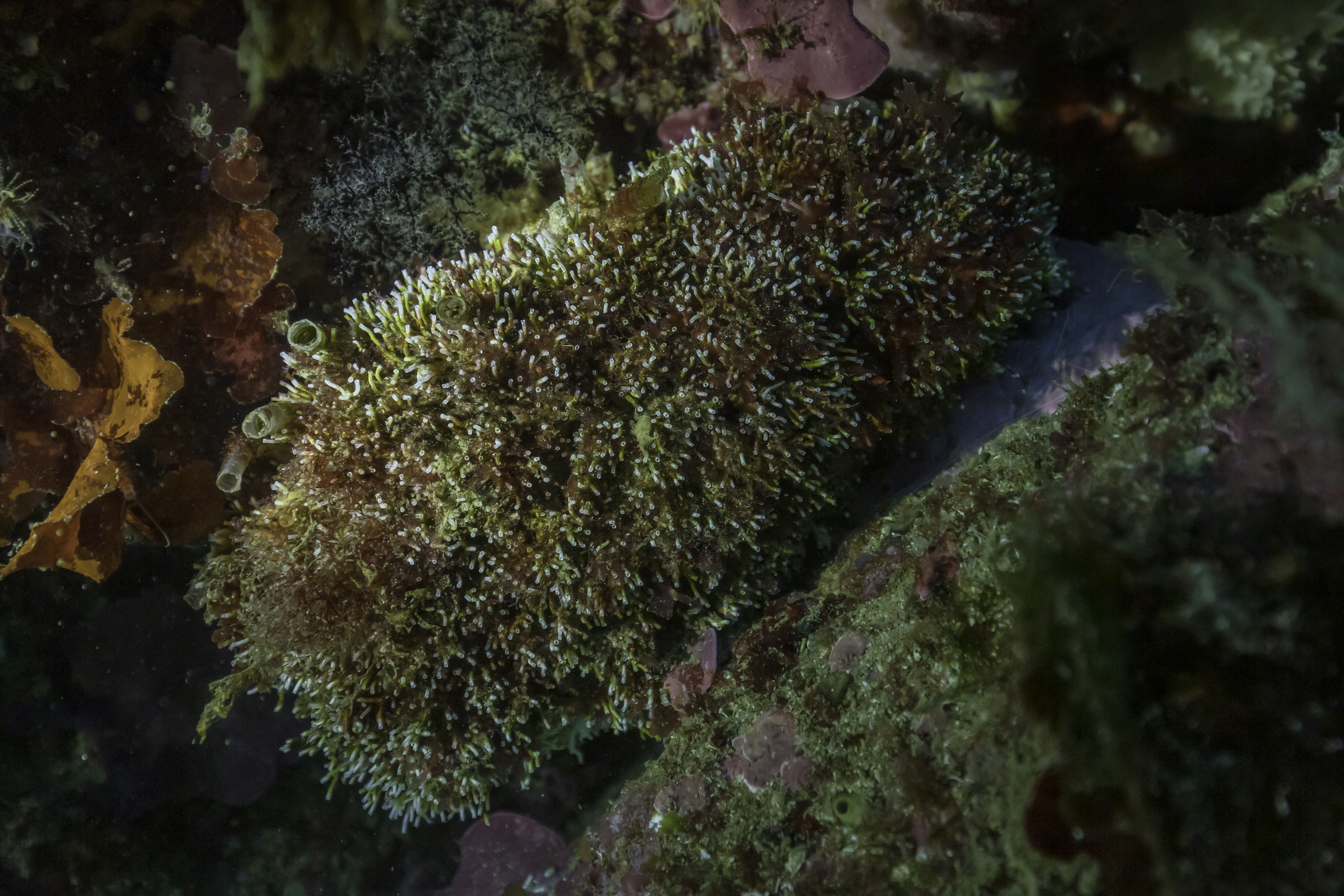
Colonie de Serpula vermicularis.
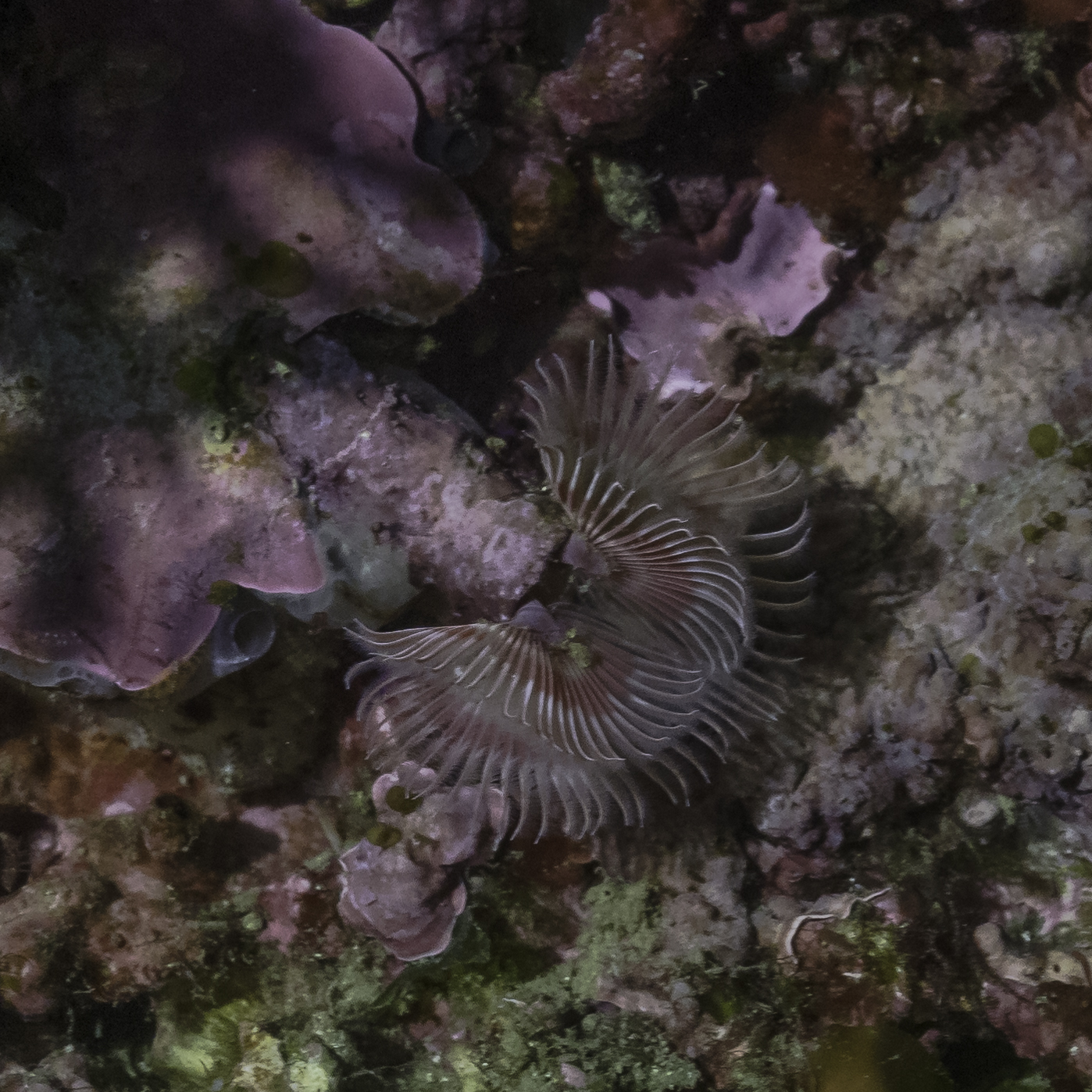
Exemplaire étendu.